# Откачена плавуша
Откачена плавуша (енгл. Clueless) америчка је романтична комедија из 1995. у режији и по сценарију Ејми Хекерлинг. Глумачку поставу предводи Алиша Силверстон, док споредне улоге тумаче Стејси Деш, Британи Марфи и Пол Рад. Делимично се темељи на роману Ема Џејн Остин из 1815.
Радња је усредсређена на прелепу, популарну и богату средњошколку која се спријатељи са новом ученицом и одлучује да јој промени изглед, док истовремено глуми проводаџију за своје професоре и испитује сопствено постојање.
Филм је у Сједињеним Америчким Државама порастао за 56 милиона долара, добио је генерално позитивне критике критичара и остварио је статус култног филма. Филм прати спиноф телевизијски ситком и серијал књига.

## Радња
Шер и Дион, девојке из имућних породица добиле су имена по чувеним певачицама. Оне иду у средњу школу и није им нарочито важно да добију добре оцене. Много им је битније да носе праву гардеробу и да буду најпопуларније. Али Шер, која живи само са татом, успешним адвокатом, и згодним полубратом, има жељу да помогне онима који нису имали среће да живе као она. Међу њима су и двоје интровертних наставника којима ће помоћи да започну везу као и нова пријатељица Тај, која се у школу уписала као штребер а преобразиће се у Шерину достојну наследницу. Уз све ове „обавезе”, Шер је у потрази за савршеним дечком. Изабраник њеног срца биће неко сасвим неочекиван.

## Улоге
- Алиша Силверстон као Шерил „Шер” Хорович
- Стејси Деш као Дион Давенпорт
- Британи Марфи као Тај Фрејзер
- Пол Рад као Џош Лукас
- Ден Хедаја као Мелвин „Мел” Хорович
- Елиса Донован као Ембер Мериенс
- Џастин Вокер као Кристиан Штович
- Волес Шон као господин Вендел Хол
- Твинк Коплен као госпођа Гејст
- Џули Браун као тренер Мили Штогер
- Доналд Фејсон као Муреј Дувал
- Брекин Мејер као Трејвис Биркенсток
- Џереми Систо као Елтон Тиска
- Никол Бидербек као Самер